# La Paz kommun, Catamarca
Departamento de La Paz är en kommun i Argentina.   Den ligger i provinsen Catamarca, i den centrala delen av landet, 900 km nordväst om huvudstaden Buenos Aires. Antalet invånare är 21 061. Arean är 8,1 kvadratkilometer.
Terrängen i Departamento de La Paz är mycket platt.
Omgivningarna runt Departamento de La Paz är i huvudsak ett öppet busklandskap. Runt Departamento de La Paz är det mycket glesbefolkat, med 4 invånare per kvadratkilometer.